# The Black Watch (Royal Highland Regiment) of Canada
Vous lisez un « bon article » labellisé en 2017.
Pour les articles homonymes, voir The Black Watch (homonymie).
The Black Watch (Royal Highland Regiment) of Canada, littéralement « La Garde noire (Régiment royal haute-terre) du Canada », abrégé en RHR et communément appelé simplement le Black Watch, est un régiment d’infanterie de la Première réserve de l'Armée canadienne. Établi en 1862, en tant que le 5th Battalion Volunteer Militia Rifles, Canada, littéralement le « 5e Bataillon de la Milice volontaire, Canada », il s'agit du plus ancien régiment écossais au Canada. Au cours de son histoire, il adopta différents noms dont 5th Regiment “Royal Scots of Canada” (« 5e Régiment “Écossais royaux du Canada” ») et 5th Regiment “Royal Highlanders of Canada” (« 5e Régiment “Highlanders royaux du Canada” ») avant d'adopter son nom actuel en 1953.
Le régiment fait partie du 34e Groupe-brigade du Canada au sein de la 2e Division du Canada et est basé au manège militaire du Black Watch, un lieu historique national du Canada, à Montréal au Québec. Les membres du régiment sont des soldats s'entraînant à temps partiel afin de servir dans des opérations canadiennes et outre-mer des Forces armées canadiennes.
Le Black Watch perpétue l'histoire du 5e Bataillon de la Milice d'élite incorporée qui servit lors de la guerre de 1812 ainsi que de trois bataillons du Corps expéditionnaire canadien (CEC) de la Première Guerre mondiale : les 13e, 42e et 73e Bataillon « outre-mer », CEC. En 1953, The Black Watch (Royal Highland Regiment) of Canada fusionna avec le 1st et le 2nd Canadian Highland Battalion, littéralement le « 1er » et le « 2e Bataillon haute-terre canadien », de la Force régulière. Ceux-ci devinrent respectivement les 1er et 2e Bataillon, The Black Watch (Royal Highland Regiment) of Canada tandis que le bataillon de réserve devint le 3e Bataillon. En 1969, le RHR redevint un régiment d'un seul bataillon de réserve.
Les membres du Black Watch ont servi lors de la seconde guerre des Boers, de la Première Guerre mondiale, de la Seconde Guerre mondiale, de la guerre de Corée et de la guerre d'Afghanistan. Ils ont également participé à diverses opérations en Europe sous l'égide de l'OTAN ainsi que de multiples missions de paix à travers le monde pour l'ONU. De plus, ils ont prêté main-forte aux autorités civiles lors de catastrophes au Canada telles que la crise du verglas en 1998 au Québec et dans l'Est de l'Ontario. En tout, ce sont 46 honneurs de bataille que le Black Watch a reçus au cours de son histoire. Six membres du régiment furent décorés de la croix de Victoria, la plus haute récompense des forces du Commonwealth, pour leurs actions au cours de la Première Guerre mondiale.
Le Bishop's College School  # 2 Cadet Corps — le plus ancien corps de service continu de l'école secondaire au Canada — est affilié au Black Watch (Royal Highland Regiment) of Canada depuis 1936 et également aux Cadets royaux de l'Armée canadienne en 1879.

## Rôle et organisation

Insigne distinctif de la 2e Division du Canada.

The Black Watch (Royal Highland Regiment) of Canada est un régiment d’infanterie du 34e Groupe-brigade du Canada, un groupe-brigade de la Première réserve de l'Armée canadienne qui fait partie de la 2e Division du Canada. Il est stationné dans le manège militaire du Black Watch, un lieu historique national du Canada et un édifice fédéral du patrimoine situé à Montréal au Québec,,,.
Tout comme c'est le cas pour les autres unités de la Première réserve de l'Armée canadienne, le Black Watch est responsable de former des soldats afin de servir lors d'opérations domestiques ou outre-mer des Forces armées canadiennes telles que l'opération en Afghanistan ainsi que d'être prêt pour le service actif afin d'appuyer les autorités civiles lors de catastrophes naturelles dans la région locale telles que la crise du verglas de 1998.

## Histoire
| Nom                                                   | Date             |
| ----------------------------------------------------- | ---------------- |
| 5th Battalion Volunteer Militia Rifles, Canada        | 31 janvier 1862  |
| 5th Battalion, "The Royal Light Infantry of Montreal" | 7 novembre 1862  |
| 5th Battalion, "Royal Fusiliers"                      | 19 novembre 1875 |
| 5th Battalion, "Royal Scots Fusiliers"                | 27 février 1880  |
| 5th Battalion, "Royal Scots of Canada"                | 29 février 1884  |
| 5th Regiment "Royal Scots of Canada"                  | 8 mai 1900       |
| 5th Regiment "Royal Scots of Canada, Highlanders"     | 2 mai 1904       |
| 5th Regiment "Royal Highlanders of Canada"            | 1er octobre 1906 |
| The Royal Highlanders of Canada                       | 29 mars 1920     |
| The Black Watch (Royal Highlanders) of Canada         | 1er janvier 1930 |
| The Black Watch (Royal Highland Regiment) of Canada   | 1er juillet 1935 |

### Origines et premiers conflits

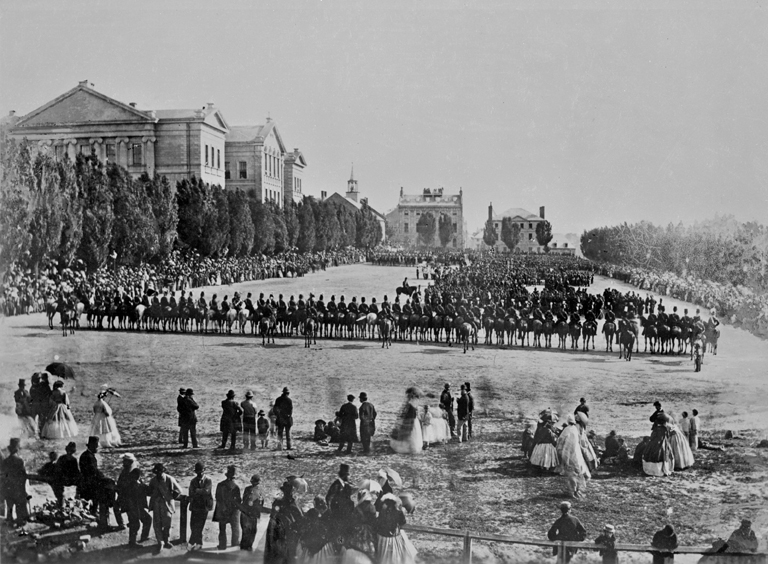
Volontaires de retour des raids féniens assemblés sur le Champ-de-Mars à Montréal pour un discours de bienvenue en 1866.

L'unité a d'abord été créée en tant que le 5th Battalion Volunteer Militia Rifles, Canada le 31 janvier 1862 dans la foulée des tensions croissantes avec les États-Unis et l'augmentation de la puissance militaire de ceux-ci au cours de la guerre de Sécession. En effet, les premiers membres du bataillon ont été mobilisés afin de servir de protection aux frontières. Le 7 novembre de la même année, le bataillon fut renommé en 5th Battalion "The Royal Light Infantry of Montreal, littéralement le « 5e Bataillon "L'Infanterie légère royale de Montréal" ».
Le 8 mars 1866, le bataillon fut mobilisé pour le service actif pour servir à la frontière sud-est dans la foulée des raids féniens. Il fut retiré du service actif le 31 mars de la même année. Du 24 au 31 mai 1870, il fut à nouveau mobilisé pour le service actif afin de servir à la frontière sud-est.

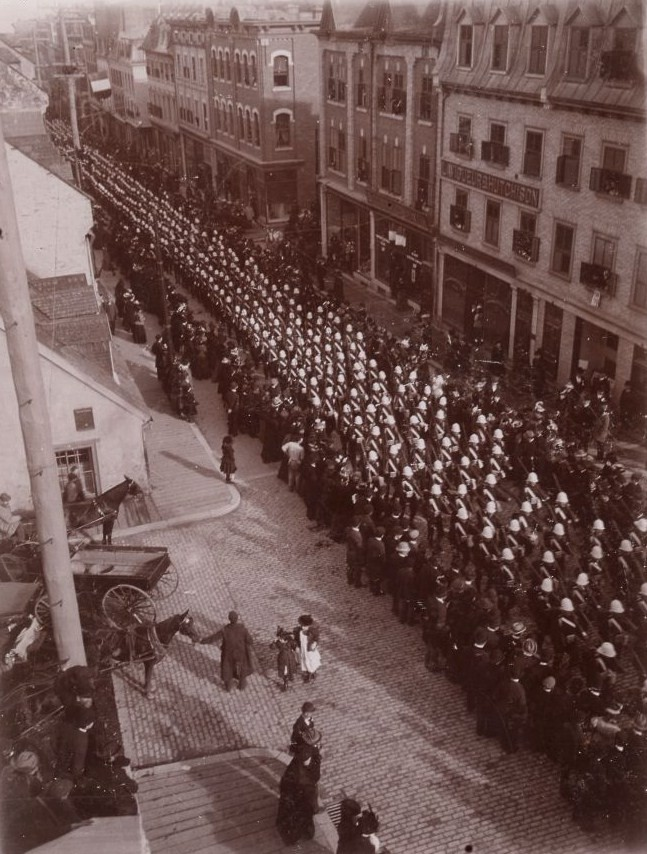
Contingent canadien défilant à Québec au Québec avant partir pour la guerre en Afrique du Sud.

Le Black Watch fournit des volontaires au contingent canadien déployé en Afrique du Sud dans le cadre de la seconde guerre des Boers. Ceux-ci servirent particulièrement au sein du 2nd (Special Service) Battalion, Royal Canadian Regiment of Infantry.
Le 8 mai 1900, le Black Watch devint un régiment et adopta le nom de 5th Regiment "Royal Scots of Canada". Le 1er août 1906, il fut organisé en tant qu'un régiment à deux bataillons.

### Guerres mondiales

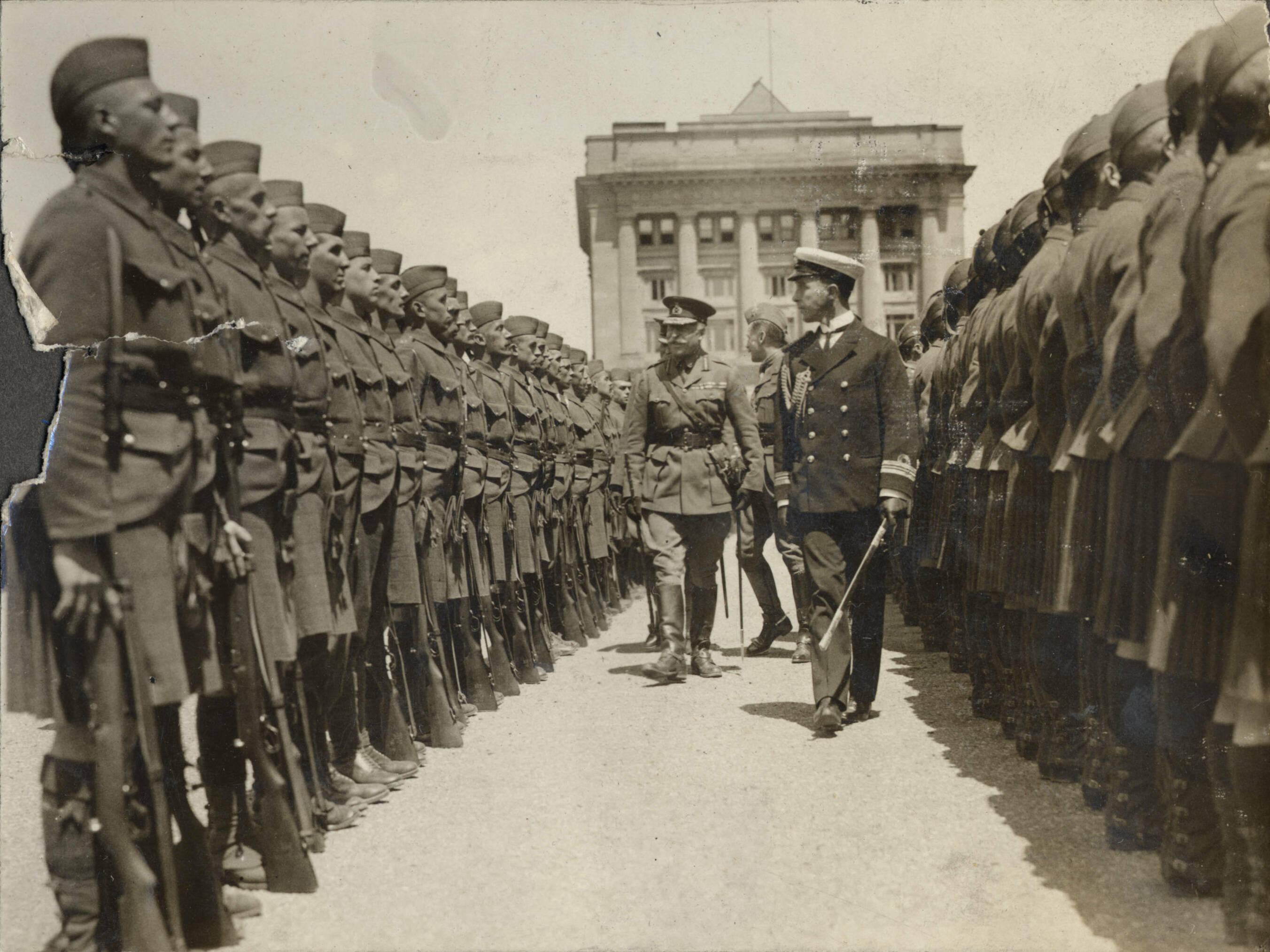
Inspection du Regiment "Royal Highlanders of Canada" par le gouverneur général au Champ-de-Mars de Montréal en août 1914.

Le 6 août 1914, des détachements du régiment furent mobilisés pour le service actif afin de fournir de la protection militaire dans la région locale. Plusieurs membres du régiment combattirent en Europe au sein de bataillons du Corps expéditionnaire canadien (CEC), particulièrement les 13e, 42e et 73e Bataillon « outre-mer », CEC.

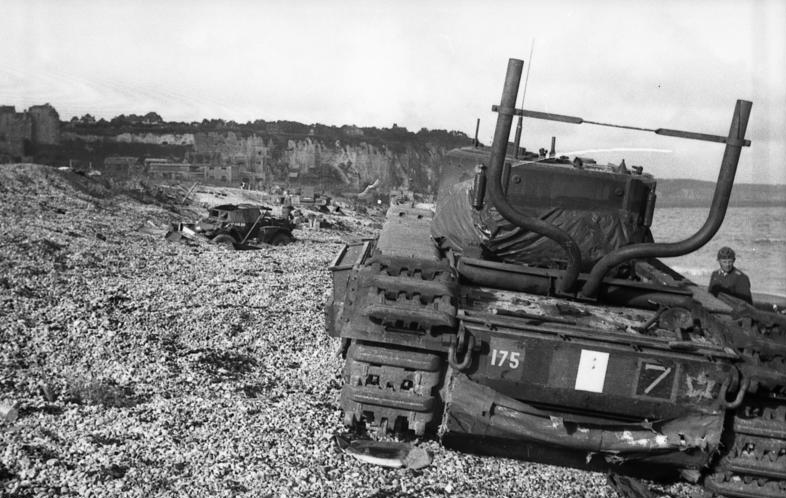
Un char Churchill canadien abandonné après le débarquement de Dieppe.

Le 26 août 1939, le 2e bataillon du régiment fut mobilisé pour le service actif. Le 1er septembre 1939, le régiment mobilisa le 1st Battalion, The Black Watch (Royal Highland Regiment) of Canada, CASF et des détachements furent mobilisés en tant que le 2nd Battalion, The Black Watch (Royal Highland Regiment) of Canada, CASF (Details). Le 1er bataillon servit à Terre-Neuve du 22 juin au 11 août 1940. De son côté, le 2e bataillon fournissait de la protection locale,. Le 25 août 1940, le 2e bataillon s'embarqua pour la Grande-Bretagne à partir de Terre-Neuve. Le 31 décembre de la même année, le 1er bataillon fut dissous. Le 18 mars 1942, le régiment mobilisa le 2nd Battalion, The Black Watch (Royal Highland Regiment) of Canada, CASF. Celui-ci servit au Canada pour la défense territoriale dans la région de l'Atlantique. Il fut dissous le 15 août 1943.
Trois pelotons provenant du régiment participèrent au débarquement de Dieppe le 19 août 1942 en débarquant à Puys à l'est de Dieppe afin de servir d'appui au Royal Regiment of Canada avec des mitrailleuses et des mortiers,. Lors de cette opération, quatre soldats du Black Watch ont été tués et 69 fait prisonniers sur les 111 hommes prenant part à l'opération.
Le 6 juillet 1944, le 2e bataillon débarqua en France et combattit au sein de la 5e Brigade d'infanterie canadienne de la 2e Division d'infanterie canadienne dans le Nord-Ouest de l'Europe jusqu'à la fin du conflit où il participa à une trentaine de batailles en France, en Belgique, dans les Pays-Bas et en Allemagne,. Le régiment mena l'assaut le 25 juillet de la crête de Verrières. Tactiquement mal conduit, l'attaque se solde par le plus lourd bilan de perte de la Seconde Guerre mondiale pour le Canada, à l'exception du raid de Dieppe, et voit la perte de 307 hommes, dont 123 tués et 83 prisonniers pour le Black Watch. À la fin du conflit, il retourna au Canada et fut dissous le 30 novembre 1945,.

### Histoire récente (depuis 1951)

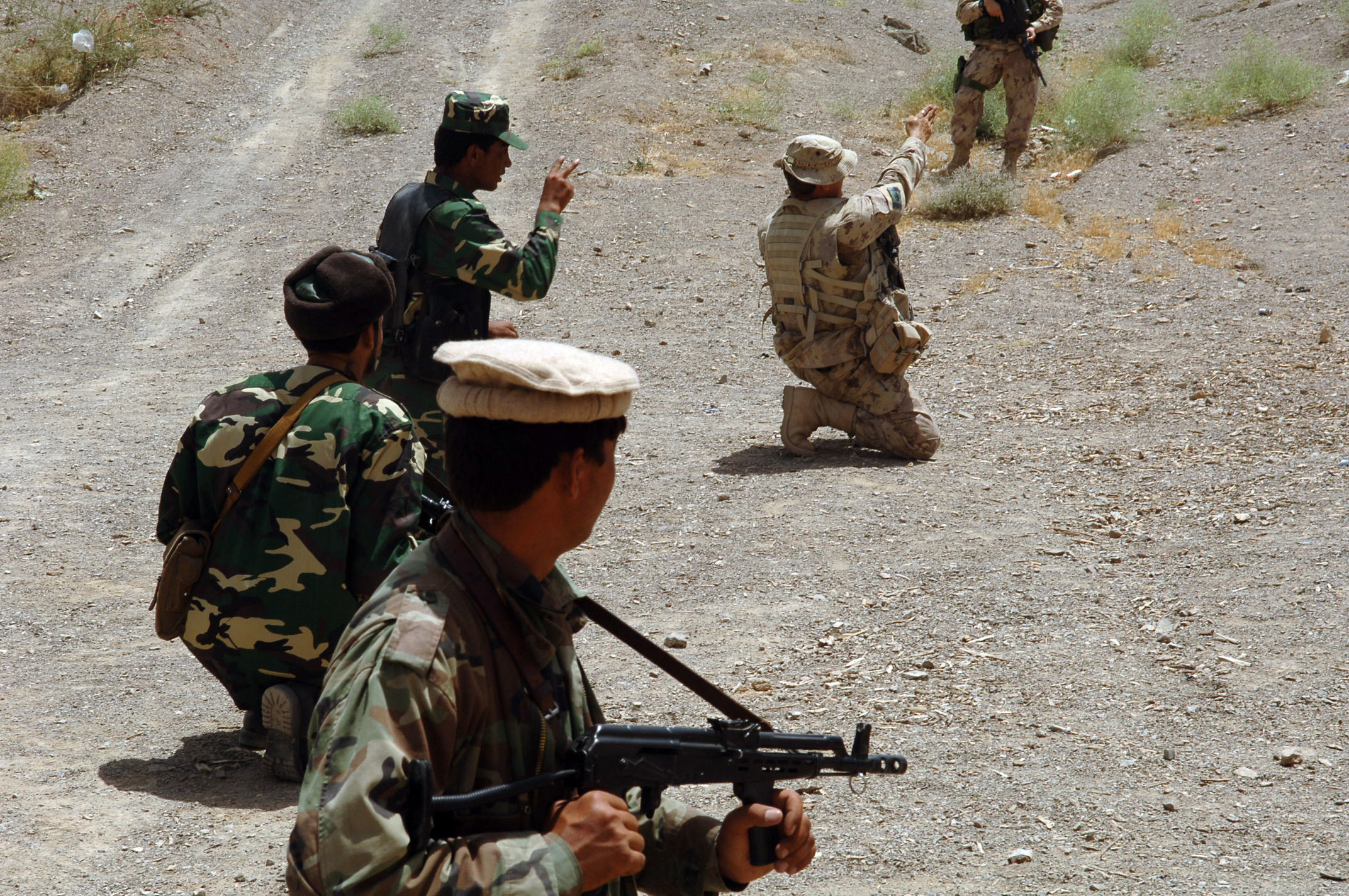
Soldats canadiens enseignant des tactiques militaires à des membres de la police frontalière afghane en mai 2006

Le 4 mai 1951, le régiment mobilisa temporairement deux compagnies portant les désignations de « E » et « F » pour servir au sein de la Force active. La compagnie E fut réduite à un effectif nul lorsque son personnel fut transféré au 1er Bataillon, Canadian Highland pour le service en Allemagne sous l'égide de l'OTAN. De son côté, la compagnie F a initialement servi pour fournir des remplacements à la compagnie E et elle fut réduite à un effectif nul le 15 mai 1952 tandis que son personnel était transféré au 2e Bataillon, Canadian Highland pour le service en Corée sous l'égide de l'ONU. Les deux compagnies furent officiellement dissoutes le 29 juillet 1953. Le 16 octobre de la même année, The Black Watch (Royal Highland Regiment) of Canada fusionna avec ces deux bataillons de la Force régulière, c'est-à-dire le 1er et le 2e Bataillon, Canadian Highland. Ceux-ci devinrent respectivement le 1er et le 2e Bataillon, The Black Watch (Royal Highland Regiment) of Canada tandis que le bataillon de réserve devint le 3e Bataillon. Le 1er Bataillon, Canadian Highland avait été créé à Valcartier au Québec le 4 mai 1951 et le 2e Bataillon à Aldershot en Nouvelle-Écosse le 10 avril 1952.
Le 2e Bataillon servit en Corée sous le commandement du lieutenant-colonel R.M. Ross en tant que composante de la 25e Brigade d'infanterie canadienne à partir du 29 octobre 1953 jusqu'à la signature de l'armistice de Panmunjeom le 3 novembre 1954. Cinq soldats du Black Watch perdirent leur vie durant leur service en Corée. De 1962 à 1965, le 2e Bataillon servit en Allemagne de l'Ouest au sein du 4e Groupe-brigade d'infanterie du Canada sous l'égide de l'OTAN. Trois soldats réguliers du Black Watch perdirent leur vie durant leur service à Chypre sous l'égide de l'ONU en 1965, 1966 et 1970. De plus, un soldat du Black Watch perdit la vie le 18 octobre 1965 en servant avec la Commission internationale de contrôle (en) en Indochine.
En 1969, les régiments de la Force régulière furent amalgamés afin de former trois régiments de trois bataillons. Ainsi, le 1er juillet 1970, les bataillons réguliers du RHR furent réduits à un effectif nul, transférés à l'ordre de bataille supplémentaire et leur personnel fut transféré au 2e Bataillon, The Royal Canadian Regiment récemment créé. Le même jour, le bataillon de la réserve à Montréal perdit sa désignation de 3e Bataillon pour redevenir simplement The Black Watch (Royal Highland Regiment) of Canada qui est la seule unité faisant dorénavant partie du régiment.
Dans les années 1990, The Black Watch (Royal Highland Regiment) of Canada reçut le droit de cité de plusieurs villes au Québec : Montréal en 1992, Ormstown en 1997, Huntingdon en 1998 et Verdun en 1999. Plusieurs membres du régiment ont servi au cours de la guerre d'Afghanistan dans les années 2000. L'un d'eux, le caporal Jason Patrick, fut tué par un attentat-suicide dans la province de Kandahâr le 22 juillet 2006,.

## Perpétuations
The Black Watch (Royal Highland Regiment) of Canada perpétue l'histoire du 5e Bataillon de la Milice d'élite incorporée qui servit lors de la guerre de 1812 ainsi que de trois bataillons du Corps expéditionnaire canadien (CEC) ayant servi durant la Première Guerre mondiale : le 13e, le 42e et le 73e Bataillon, CEC.

### 13eBataillon, CEC

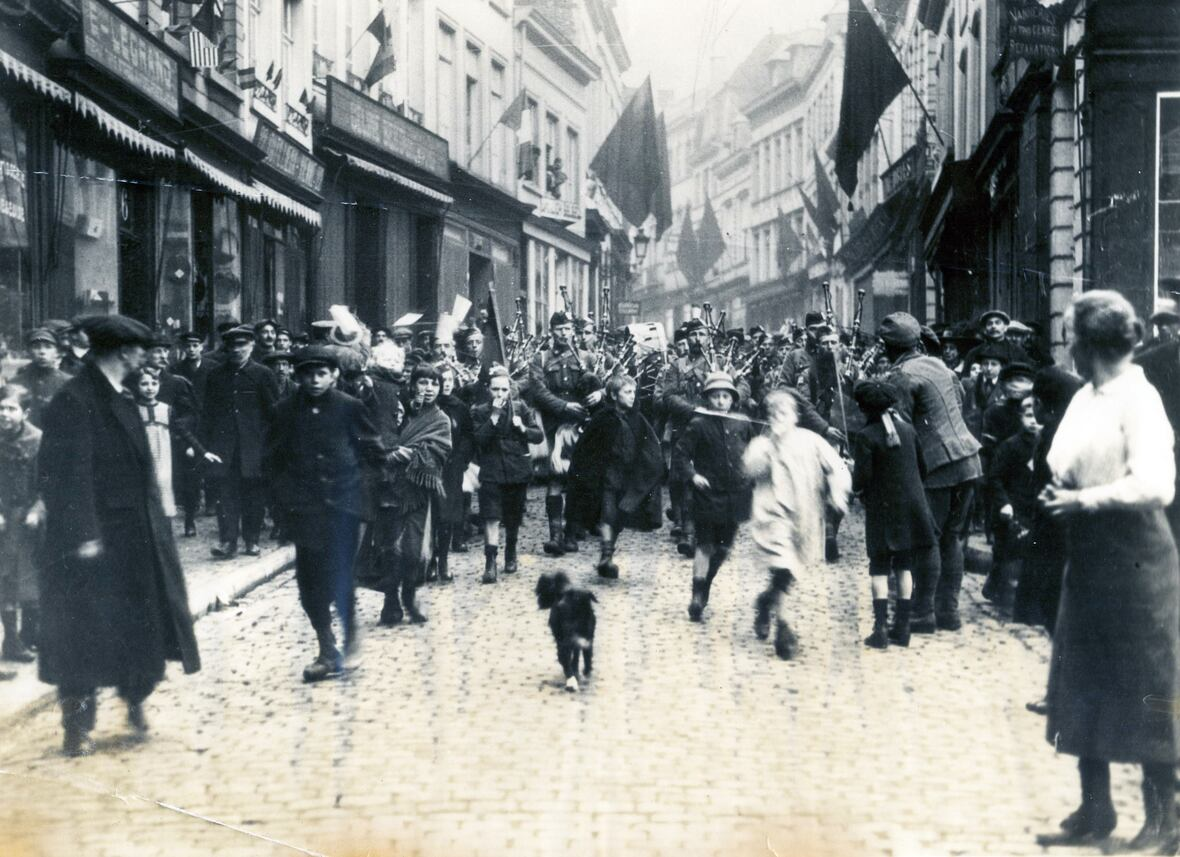
Des membres du Black Watch marchant à Mons en Belgique après la Première Guerre mondiale le 15 novembre 1918.

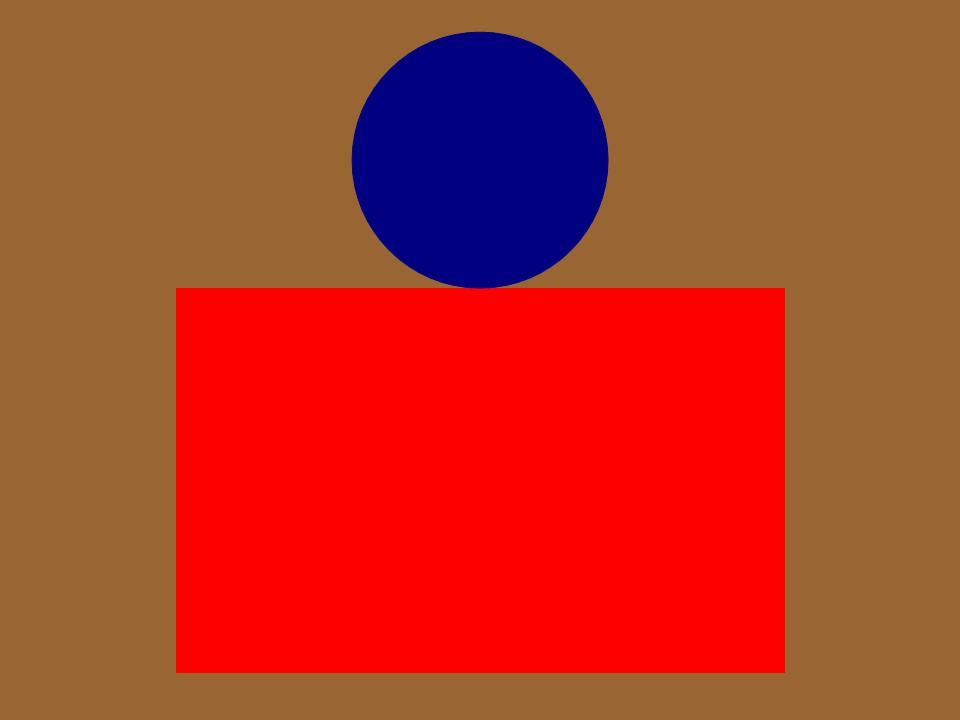
Insigne distinctif du 13e Bataillon, CEC.

Le 13e Bataillon (Royal Highlanders of Canada), CEC a été créé le 1er septembre 1914 grâce à des volontaires du Black Watch ainsi que d'autres régiments de la milice. Il partit pour la Grande-Bretagne au sein du premier contingent canadien à s'y rendre le 26 septembre 1914. Le 16 février 1915, il débarqua en France en tant que composante de la 3e Brigade d'infanterie canadienne de la 1re Division canadienne. Cette dernière connut son baptême du feu lors de la deuxième bataille d'Ypres en avril 1915. Par la suite, elle combattit lors de tous les engagements majeurs impliquant le Corps canadien sur le front de l'Ouest, incluant la bataille de la Somme en 1916, la bataille de la crête de Vimy et la bataille de Passchendaele en 1917 ainsi que l'offensive des Cent-Jours en 1918. Le bataillon fut dissous le 15 septembre 1920.
Trois membres du bataillon furent décorés de la croix de Victoria, la plus haute récompense des forces du Commonwealth. Le premier est le lance-caporal Frederick Fisher qui l'a reçue pour ses actions au cours de la deuxième bataille d'Ypres le 23 avril 1915. Les deux autres sont Herman James Good et John Croak qui la reçurent pour leurs actions au cours de la bataille d'Amiens le 8 août 1918.
Depuis le 1er décembre 1920, l'héritage du 13e Bataillon, CEC est perpétué par The Royal Highlanders of Canada. Une croix en bois qui a originellement été érigée à la crête de Vimy et, par la suite, déplacée au Musée canadien de la guerre est dédiée aux membres du 13e Bataillon, CEC qui ont été tués au combat.

### 42eBataillon, CEC

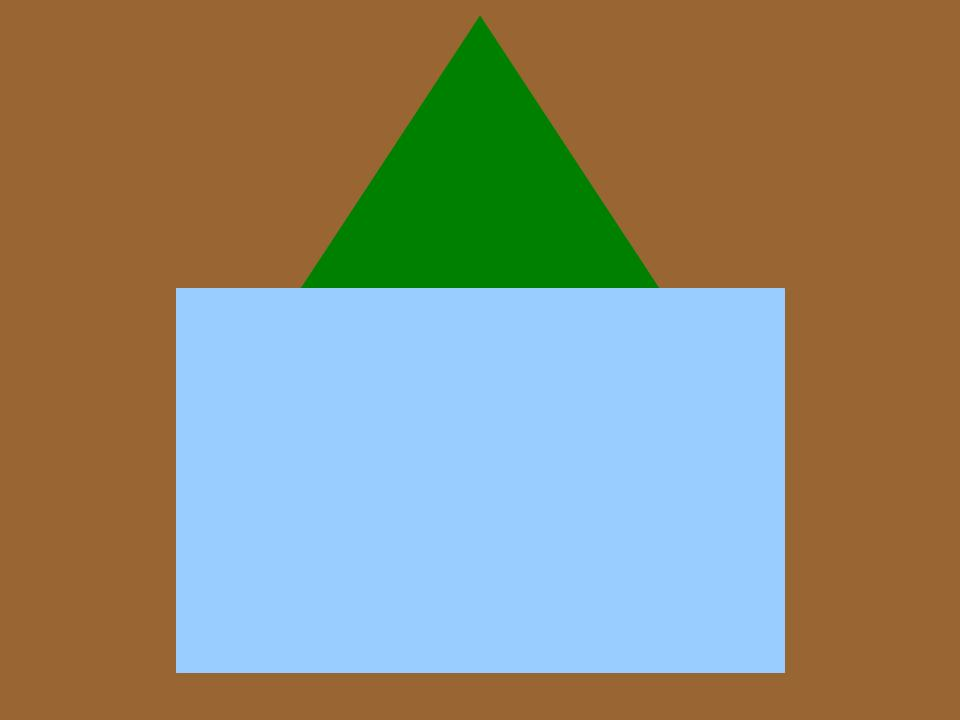
Insigne distinctif du 73e Bataillon, CEC.

Le 42e Bataillon (Royal Highlanders of Canada), CEC a été créé le 7 novembre 1914. Il s'embarqua pour la Grande-Bretagne le 10 juin 1915. Le 9 octobre suivant, il débarqua en France où il combattit en tant que composante de la 7e Brigade d'infanterie canadienne de la 3e Division canadienne. Il participa notamment aux batailles du mont Sorrel, de la Somme, de la côte 70 et d'Amiens. Il fut dissous le 15 septembre 1920.
Un membre du 42e Bataillon, CEC a été décoré de la croix de Victoria, le soldat, plus tard lieutenant, Thomas Dinesen, pour ses actions à Parvillers en France le 12 août 1918.

### 73eBataillon, CEC

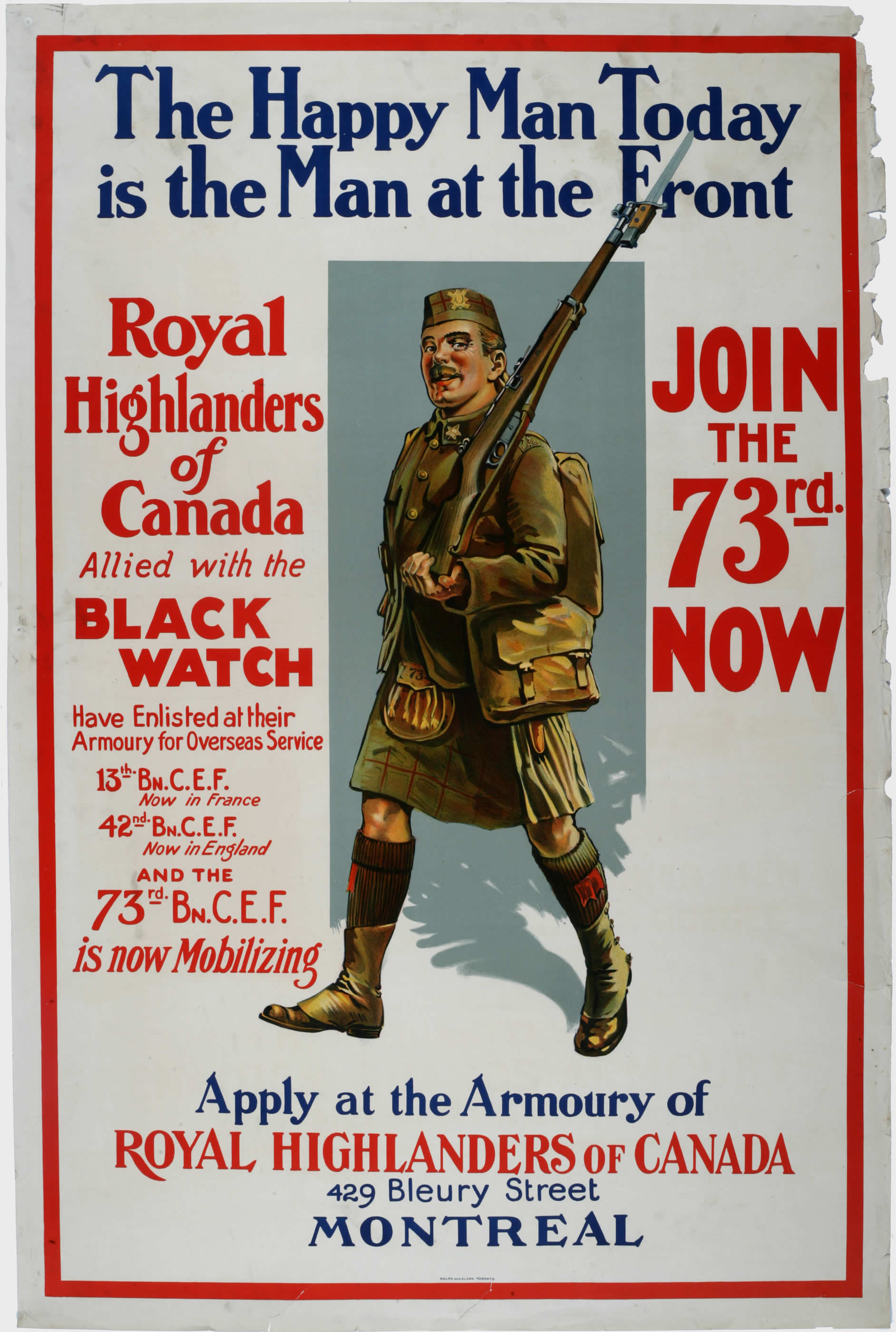
Affiche de recrutement du 73rd "Overseas" Battalion, CEF.

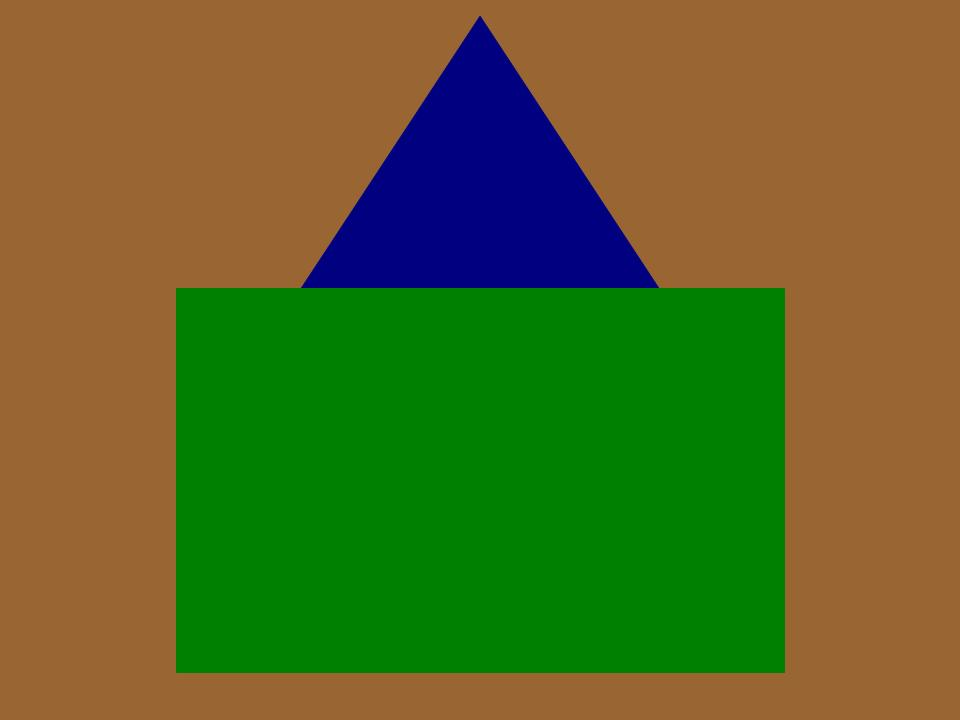
Insigne distinctif du 73e Bataillon, CEC.

Le 73e Bataillon, CEC a été créé le 10 juillet 1915. Il commença à recruter à Montréal le 3 septembre suivant. Après un entraînement initial au camp Valcartier au Québec, il s'embarqua pour la Grande-Bretagne à Halifax en Nouvelle-Écosse le 31 mars 1916 à bord du RMS Adriatic et arriva à Liverpool le 9 avril avec un effectif de 36 officiers et 1 033 membres du rang,.
Après s'être entraîné en Angleterre et envoyé un détachement de 250 hommes pour renforce le 13e Bataillon, CEC, il débarqua en France au Havre le 13 août 1916 à partir du HMTS Copenhagen où il devint une composante de la 4e Division canadienne. Il fut d'abord envoyé en Belgique. En novembre 1916, il prit part à la bataille des hauteurs de l'Ancre, puis à la bataille de la crête de Vimy en avril 1917. Le 16 avril de la même année, il fut retiré de la ligne de front et démantelé afin de fournir des renforts à d'autres unités canadiennes au front, principalement le 13e et le 42e Bataillon, CEC. Il fut officiellement dissous le 19 avril 1917.

## Honneurs et distinctions

### Honneurs de bataille

Drapeau consacré du Black Watch (Royal Highland Regiment) of Canada.

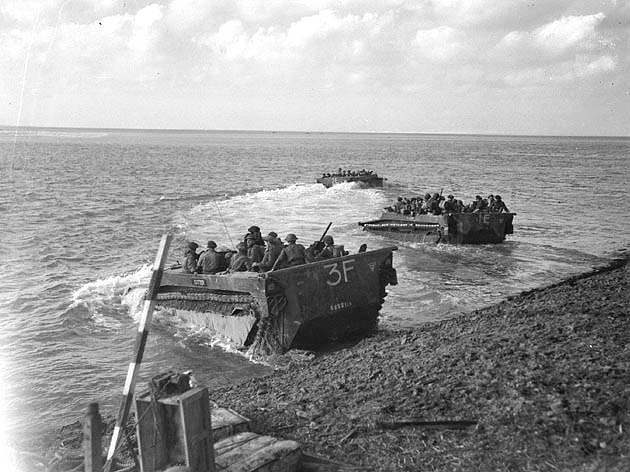
Des véhicules amphibies Buffalo transportant les troupes de la 1re Armée canadienne pendant la bataille de l'Escaut en Belgique en septembre 1944.

Les honneurs de bataille sont le droit donné par la Couronne au régiment d'apposer sur ses couleurs les noms des batailles ou des opérations auxquelles il s'est illustré.
| Guerre de 1812                       | Guerre de 1812          |
| ------------------------------------ | ----------------------- |
| Défense du Canada - 1812-1815        | Châteauguay             |
| Guerre d'Afrique du Sud              |                         |
| Afrique du Sud, 1899-1900            |                         |
| Première Guerre mondiale             |                         |
| Ypres 1915, '17                      | Gravenstafel            |
| Saint-Julien                         | Festubert               |
| Mont Sorrel                          | Somme, 1916             |
| Pozières                             | Flers-Courcelette       |
| Thiepval                             | Crête d'Ancre           |
| Ancre, 1916                          | Arras, 1917, '18        |
| Vimy, 1917                           | Arleux                  |
| Scarpe 1917, '18                     | Côte 70                 |
| Passchendaele                        | Amiens                  |
| Drocourt-Quéant (en)                 | Ligne Hindenburg        |
| Canal du Nord                        | Poursuite vers Mons     |
| France et Flandres, 1915-18          |                         |
| Seconde Guerre mondiale              |                         |
| Crête de Bourguébus                  | Faubourg de Vaucelles   |
| Crête de Verrières-Tilly-la-Campagne | Falaise                 |
| Clair Tizon                          | Forêt de la Londe       |
| Dunkerque                            | Canal d'Anvers-Turnhout |
| L'Escaut                             | Woensdrecht             |
| Beveland-Sud                         | Chaussé de Walcheren    |
| La Rhénanie                          | La Hochwald             |
| Xanten                               | Le Rhin                 |
| Groningue                            | Oldenburg               |
| Nord-Ouest de l'Europe, 1944-1945    |                         |
| Guerre d'Afghanistan                 |                         |
| Afghanistan                          |                         |

### Récipiendaires de la croix de Victoria

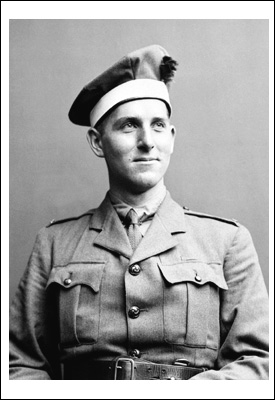
Le soldat, plus tard lieutenant, Thomas Dinesen, récipiendaire de la croix de Victoria pour ses actions au cours de la Première Guerre mondiale.

La croix de Victoria est la plus haute récompense du Commonwealth. Six récipiendaires servirent à un moment ou à un autre avec le Black Watch, tous pour les actions au cours de la Première Guerre mondiale.
| Nom                                          | Date des faits d'arme            | Unité                       | Lieu                    |
| -------------------------------------------- | -------------------------------- | --------------------------- | ----------------------- |
| Lance-caporal Frederick Fisher               | 23 avril 1915 †                  | 13e Bataillon, CEC          | Saint-Julien (Belgique) |
| Caporal Herman James Good                    | 8 août 1918                      | 13e Bataillon, CEC          | Amiens (France)         |
| Soldat John Bernard Croak                    | 8 août 1918 †                    | 13e Bataillon, CEC          | Amiens (France)         |
| Soldat Thomas Dinesen                        | 12 août 1918                     | 42e Bataillon, CEC          | Parvilliers (France)    |
| Lieutenant-colonel William Hew Clark-Kennedy | 27 et 28 août 1918               | 24th Battalion, CEC         | Wancourt (France)       |
| Lieutenant Milton Fowler Gregg               | 27 septembre au 1er octobre 1918 | The Royal Canadian Regiment | Cambrai (France)        |
| † : décernée à titre posthume                |                                  |                             |                         |

## Traditions et patrimoine

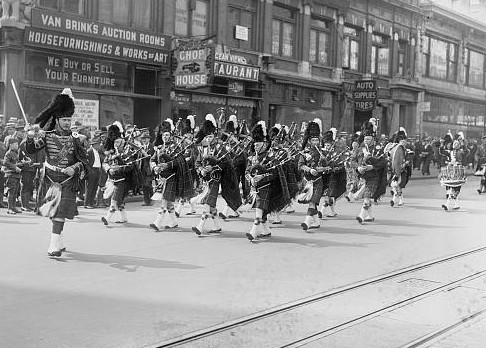
Le corps de cornemuses du Black Watch en 1925.

Le drapeau de la reine du Black Watch (Royal Highland Regiment) of Canada.

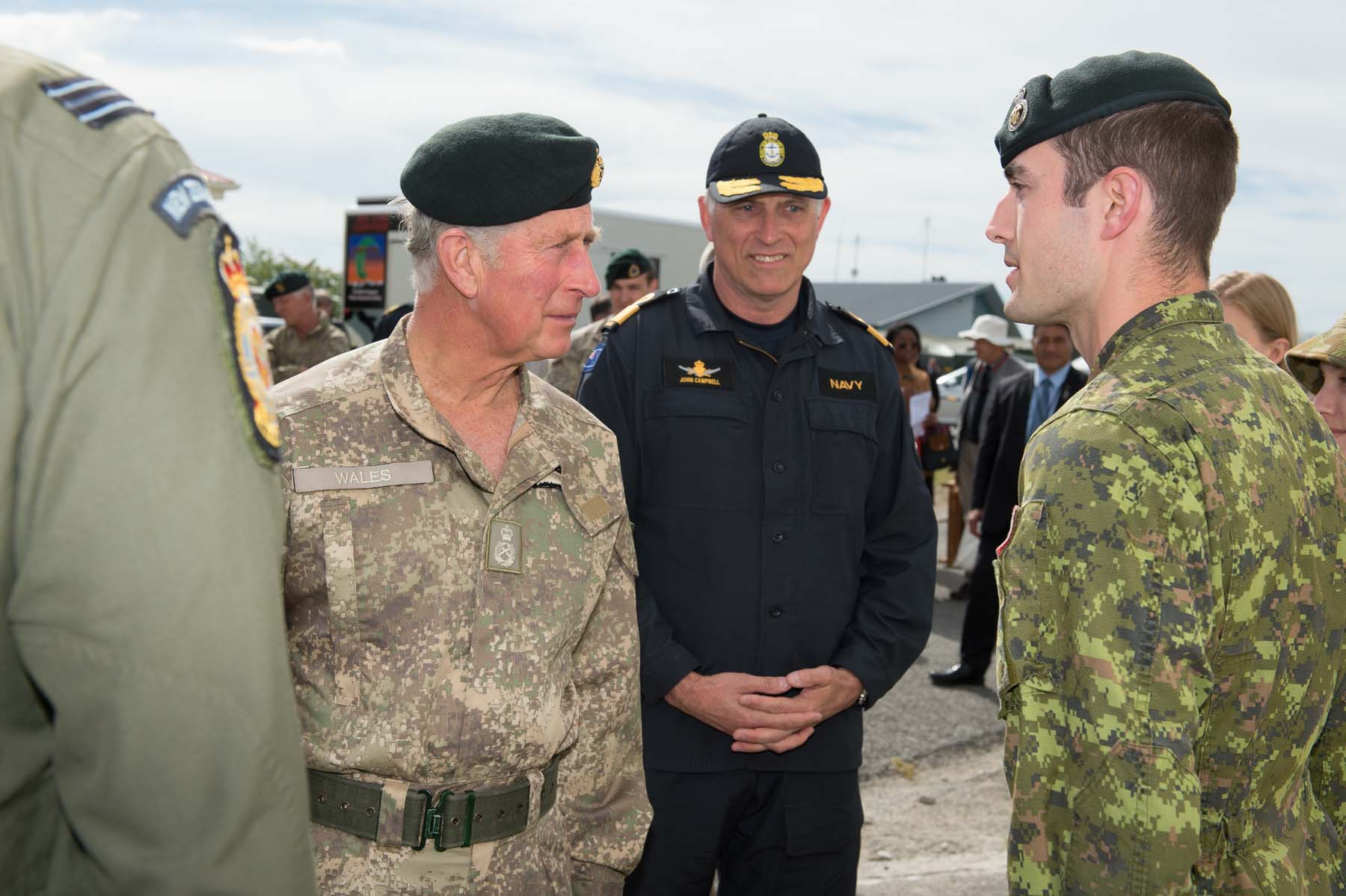
Son Altesse Royale le prince de Galles Charles (à gauche), colonel en chef du Black Watch, rencontrant un officier des Forces armées canadiennes (à droite) durant un exercice à Wesport en Nouvelle-Zélande le 7 novembre 2015.

Drapeau de camp du Black Watch (Royal Highland Regiment) of Canada.

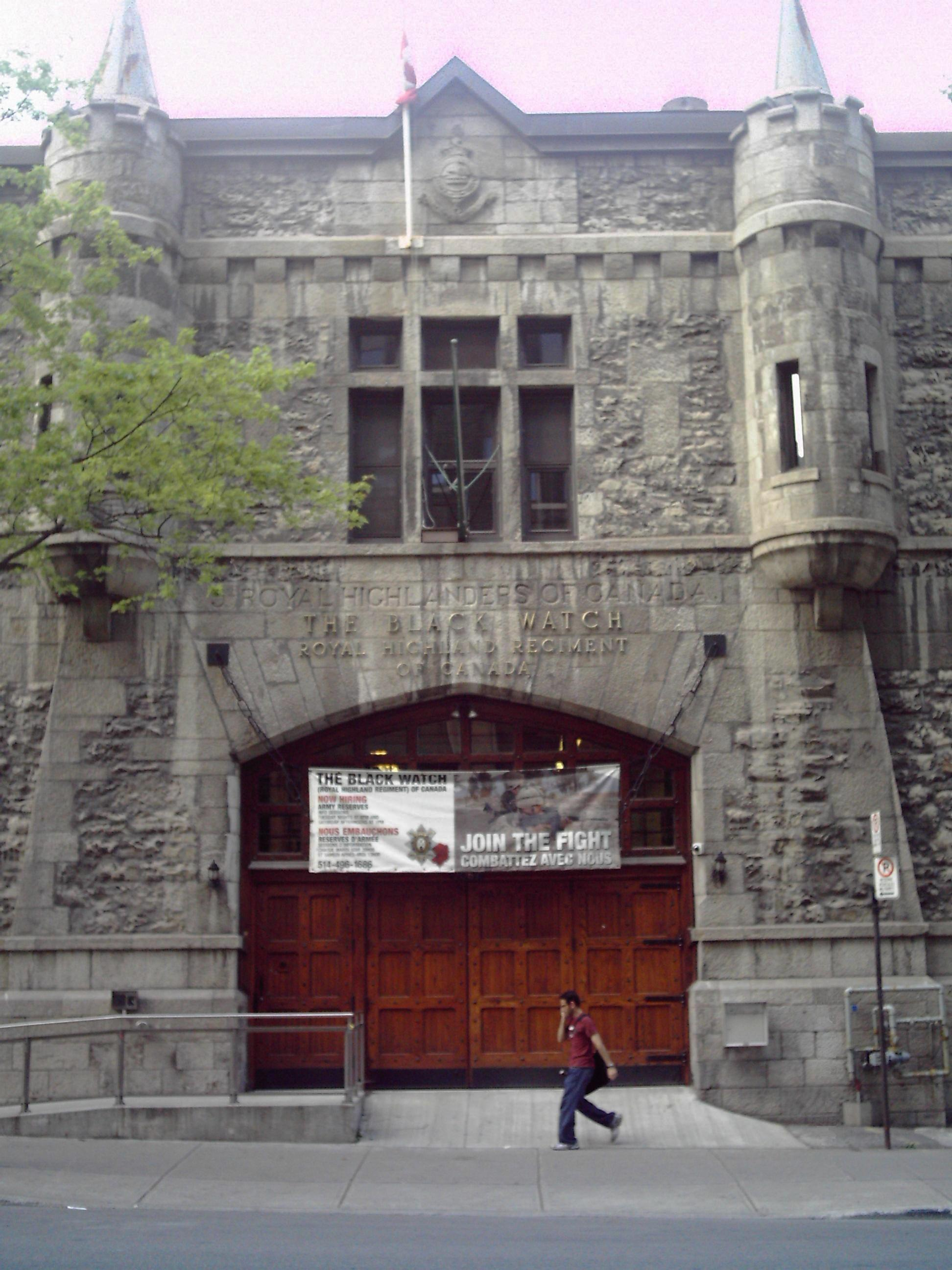
Le manège militaire du Black Watch.

Tartan du Black Watch.

Le Black Watch a deux drapeaux : le drapeau régimentaire et le drapeau de la reine. Historiquement, celles-ci étaient portées sur le champ de bataille, mais ce n'est plus le cas depuis 1881. Néanmoins, elles demeurent une partie importante des traditions et du patrimoine d'un régiment. Le drapeau de la reine symbolise la loyauté du régiment envers le monarque et le drapeau régimentaire rappelle l'histoire du régiment. En effet, ce dernier porte le nom d'honneurs de bataille décernés au régiment au cours de son histoire.
De nos jours, le drapeau de la reine utilisé par le Black Watch a été présenté au régiment par Sa Majesté la reine mère Elizabeth à Saint-Hubert au Québec en 1974. De son côté, le drapeau régimentaire a été présenté au stade Percival-Molson à Montréal en 1962. Les anciens drapeaux du Black Watch retirés du service sont déposés à l'église St Andrew and St Paul sise sur la rue Redpath à Montréal,.
L'insigne du Black Watch (Royal Highland Regiment) of Canada est la figure de saint André au naturel sur un fond d'azur se tenant debout sur une terrasse de sinople tenant une croix de saint André d'argent. Celle-ci est entourée par un anneau d'azur liséré d'or portant l'inscription « Nemo me Impune Lacessit » en lettres d'or. L'anneau est sommé de la couronne royale au naturel et est environné d'une guirlande de chardon également au naturel. Au chef, il y a un listel d'or portant l'inscription « The Black Watch » et, en dessous, il y a deux listels également d'or, celui du dessus portant l'inscription « Royal Highland Regiment » et celui du dessous « of Canada ». Ces inscriptions sont de lettres de sable. L'ensemble est posé sur une croix diamantée de l'Ordre du Chardon d'argent,. « Nemo me Impune Lacessit » est la devise du régiment et signifie « Personne ne m'offensera impunément ». Il s'agit également de la devise de l'Ordre du Chardon.
Le régiment a son propre tartan qui est connu sous le nom de « Government sett ». Le Black Watch est le plus ancien régiment écossais au Canada,.
La marche régimentaire rapide, ou au pas cadencé, du Black Watch est The Highland Laddie. Sa marche lente est The Red Hackle.
Historiquement, le colonel en chef d'un régiment était son mécène, souvent royal. Il n'a aucun rôle opérationnel. Le colonel en chef actuel du Black Watch est Sa Majesté le roi Charles III,. Le Black Watch est affilié avec The Royal Regiment of Scotland de la British Army.
Le manège militaire du Black Watch, sis au 2067 rue De Bleury à Montréal, est un lieu historique national et un édifice fédéral du patrimoine reconnu. De plus, l'église St Andrew and St Paul située sur la rue Redpath à Montréal au Québec est la chapelle régimentaire du Black Watch. Les anciennes couleurs du régiment y sont déposées et exposées,. Il comprend notamment le musée régimentaire du Black Watch (RHR) (The Black Watch (RHR) Museum en anglais) ouvert depuis 1949.

## Corps de cadets
Le corps de cadets no 2 de Bishop's College School est affilié au Royal Highland Regiment du Canada depuis 1936. Chaque mois de mai, le corps envoie deux pelotons et leur détachement de drapeaux pour marcher avec le régiment dans son parade religieux.

## Ordre de préséance
The Black Watch (Royal Highland Regiment) of Canada est le quatrième régiment d'infanterie de la Première réserve de l'Armée canadienne dans l'ordre de préséance des Forces armées canadiennes.